# Danh sách di sản thế giới tại Malaysia
UNESCO đã công nhận 4 di sản thế giới tại Malaysia. Các di sản đầu tiên tại Malaysia đều mang giá trị thiên nhiên là Vườn quốc gia Gunung Mulu và Công viên Kinabalu được công nhận vào năm 2000. Trong khi đó, di sản mới nhất là Di sản khảo cổ tại thung lũng Lenggong được công nhận vào năm 2012.

## Danh sách
| Di sản                                                           | Hình ảnh | Vị trí                                                                                                 | Tiêu chí                              | Diện tích ha (mẫu Anh)                      | Năm công nhận | Mô tả | Số hiệu UNESCO |
| ---------------------------------------------------------------- | --- | --- | ------------------------------------- | ------------------------------------------- | ------------- | --- | -------------- |
| Di sản khảo cổ tại thung lũng Lenggong                           | Lenggong Valley. | Perak, Tây Malaysia, Malaysia 5°4′B 100°58′Đ / 5,067°B 100,967°Đ                                       | Văn hóa: (iii), (iv)                  | 398,64 (985,1); vùng đệm 1.786,77 (4.415,2) | 2012          | Nằm trong Thung lũng Lenggong tươi tốt, di sản này bao gồm bốn địa điểm khảo cổ trong hai cụm có lịch sử kéo dài gần 2 triệu năm, là một trong những địa điểm lâu đời nhất về con người sơ khai ở một khu vực ngoài lục địa Châu Phi. Nó có các địa điểm khảo cổ ngoài trời và trong hang động với các công cụ đồ đá cũ, bằng chứng của công nghệ sơ khai. Số lượng các di chỉ được tìm thấy trong khu vực tương đối dày đặc cho thấy sự hiện diện của một bộ phận dân cư khá lớn và bán định cư, với những di tích văn hóa từ thời đại đồ đá cũ, đồ đá mới và đồ kim loại. | 1396           |
| Vườn quốc gia Gunung Mulu                                        | Sunset or sunrise over a mountain landscape with fog in the valleys.                                                  | Phía Bắc Sarawak, Borneo, Malaysia 4°8′B 114°55′Đ / 4,133°B 114,917°Đ                                  | Thiên nhiên: (vii), (viii), (ix), (x) | 52.864 (130.630)                            | 2000          | Đây là một địa điểm quan trọng cả về tính đa dạng sinh học và địa chất đá vôi. Vườn quốc gia nằm trên đảo Borneo ở bang Sarawak, là khu vực karst nhiệt đới được nghiên cứu nhiều nhất trên thế giới. Nó rộng 52.864 hecta có 17 khu thảm thực vật, là nơi có khoảng 3.500 loài thực vật có mạch. Các loài cọ ở đây đặc biệt phong phú với 109 loài thuộc 20 chi được ghi nhận. Vườn quốc gia bị chi phối bởi Gunung Mulu, một đỉnh đá sa thạch cao 2.377 mét. Tại đây có ít nhất 295 km hang động đã được khám phá mang đến một cảnh tượng ngoạn mục. Hang động là nơi sinh sống của hàng triệu cá thể loài chim yến và dơi. Buồng hang Sarawak có kích thước 600x415 mét và cao 80 mét là buồng hang động lớn nhất được biết đến trên thế giới. | 1013           |
| Công viên Kinabalu                                               | Mountain with a rocky top and forested slopes. There is a narro high waterfall on one side of the mountain slope.     | Sabah, Borneo, Malaysia 6°15′B 116°30′Đ / 6,25°B 116,5°Đ                                               | Thiên nhiên: (ix), (x)                | 75.370 (186.200)                            | 2000          | Công viên Kinabalu nằm ở bang Sabah, cuối phía bắc của đảo Borneo là nơi có đỉnh Kinabalu cao 4.095 mét, ngọn núi cao nhất giữa Himalaya và New Guinea. Nó có một loạt các sinh cảnh, từ rừng mưa nhiệt đới đất thấp và đồi đến rừng núi nhiệt đới, rừng cận núi cao và cây bụi trên các khu vực có độ cao cao hơn. Nó đã được công nhận là Trung tâm đa dạng thực vật của Đông Nam Á và đặc biệt phong phú về các hệ thực vật từ dãy Himalaya, Trung Quốc, Úc, Malaysia, cũng như hệ thực vật nhiệt đới. | 1012           |
| Melaka và George Town, Các thành phố Lịch sử của Eo biển Malacca | Town scene with three-storied red houses and a red church. There is a three-storied clock tower standing on a square. | Melaka và George Town, Penang, Tây Malaysia, Malaysia 5°25′13,25″B 100°20′36″Đ / 5,41667°B 100,34333°Đ | Văn hóa: (ii), (iii), (iv)            | 218,76 (540,6); buffer zone 392,84 (970,7)  | 2008          | Melaka và George Town, những thành phố lịch sử của Eo biển Malacca đã phát triển hơn 500 năm giao thương, trao đổi văn hóa giữa Đông và Tây ở Eo biển Malacca. Ảnh hưởng của châu Á và châu Âu đã mang lại cho các thị trấn một di sản đa văn hóa cả về vật thể lẫn phi vật thể. Với các tòa nhà chính phủ, nhà thờ, quảng trường và công sự, Melaka thể hiện giai đoạn đầu của lịch sử bắt nguồn từ thời kỳ vương quyền Mã Lai thế kỷ 15, thời kỳ Bồ Đào Nha và Hà Lan bắt đầu vào đầu thế kỷ 16. Với các tòa nhà dân cư và thương mại, George Town đại diện cho thời đại của người Anh từ cuối thế kỷ 18. Hai thị trấn tạo thành một cảnh quan kiến trúc và văn hóa độc đáo mà không nơi nào Đông và Đông Nam Á có được.                        | 1223           |

## Di sản dự kiến
Tính đến năm 2021, Malaysia có 6 địa danh được liêt vào danh sách dự kiến của UNESCO:
- Vườn quốc gia Taman Negara (2014)
- Viện nghiên cứu Rừng Malaysia (2017)
- Rặng thạch anh Klang Gates (2017)
- Vườn bang Hoàng gia Belum (2017)
- Trung tâm bệnh phong Sungai Buloh (2019)
- Di sản khảo cổ học của Quần thể hang động thuộc Vườn quốc gia Niah, Sarawak, Malaysia (2021)